# Gilhoc
Gilhoc-sur-Ormèze és un municipi francès situat al departament de l'Ardecha i a la regió d'Alvèrnia-Roine-Alps. L'any 2007 tenia 366 habitants.

## Demografia

### Població
El 2007 la població de fet de Gilhoc-sur-Ormèze era de 366 persones. Hi havia 150 famílies de les quals 40 eren unipersonals (24 homes vivint sols i 16 dones vivint soles), 53 parelles sense fills, 49 parelles amb fills i 8 famílies monoparentals amb fills.
La població ha evolucionat segons el següent gràfic:
Habitants censats

### Habitatges
El 2007 hi havia 287 habitatges, 159 eren l'habitatge principal de la família, 117 eren segones residències i 11 estaven desocupats. 279 eren cases i 8 eren apartaments. Dels 159 habitatges principals, 121 estaven ocupats pels seus propietaris, 32 estaven llogats i ocupats pels llogaters i 6 estaven cedits a títol gratuït; 1 tenia una cambra, 10 en tenien dues, 20 en tenien tres, 51 en tenien quatre i 76 en tenien cinc o més. 109 habitatges disposaven pel capbaix d'una plaça de pàrquing. A 68 habitatges hi havia un automòbil i a 74 n'hi havia dos o més.

### Piràmide de població
La piràmide de població per edats i sexe el 2009 era:
| Homes | Edats   | Dones |
| ----- | ------- | ----- |
| 0     | 95 o +  | 0     |
| 4     | 90 a 94 | 0     |
| 4     | 85 a 89 | 4     |
| 0     | 80 a 84 | 4     |
| 12    | 75 a 79 | 8     |
| 16    | 70 a 74 | 20    |
| 8     | 65 a 69 | 8     |
| 4     | 60 a 64 | 8     |
| 28    | 55 a 59 | 12    |
| 12    | 50 a 54 | 16    |
| 16    | 45 a 49 | 12    |
| 20    | 40 a 44 | 20    |
| 4     | 35 a 39 | 12    |
| 16    | 30 a 34 | 4     |
| 12    | 25 a 29 | 4     |
| 20    | 20 a 24 | 12    |
| 8     | 15 a 19 | 24    |
| 20    | 10 a 14 | 12    |
| 4     | 5 a 9   | 4     |
| 8     | 0 a 4   | 0     |

## Economia
El 2007 la població en edat de treballar era de 233 persones, 144 eren actives i 89 eren inactives. De les 144 persones actives 125 estaven ocupades (73 homes i 52 dones) i 19 estaven aturades (11 homes i 8 dones). De les 89 persones inactives 39 estaven jubilades, 14 estaven estudiant i 36 estaven classificades com a «altres inactius».

### Ingressos
El 2009 a Gilhoc-sur-Ormèze hi havia 179 unitats fiscals que integraven 402,5 persones, la mediana anual d'ingressos fiscals per persona era de 13.526 €.

### Activitats econòmiques
Dels 13 establiments que hi havia el 2007, 2 eren d'empreses alimentàries, 1 d'una empresa de fabricació d'altres productes industrials, 3 d'empreses de construcció, 1 d'una empresa de comerç i reparació d'automòbils, 2 d'empreses d'hostatgeria i restauració, 1 d'una empresa immobiliària, 2 d'empreses de serveis i 1 d'una entitat de l'administració pública.
Dels 3 establiments de servei als particulars que hi havia el 2009, 2 eren paletes i 1 fusteria.
L'únic establiment comercial que hi havia el 2009 era una fleca.
L'any 2000 a Gilhoc-sur-Ormèze hi havia 28 explotacions agrícoles que ocupaven un total de 966 hectàrees.

## Equipaments sanitaris i escolars
El 2009 hi havia una escola elemental.

## Poblacions més properes
El següent diagrama mostra les poblacions més properes.